# Науан Хазрет (мечеть)
Мече́ть «Науан Хазре́т» (каз. «Науан Хазірет» мешіті) — главная соборная джума-мечеть г. Кокшетау и одна из крупнейших мечетей Казахстана, построенная между 2010—2015. Высота храма вместе с минаретами составляет 45.5 м.

## История
Строительство было начато в марте 2010 году.
Мечеть строилась на средства, поступившие в специально созданный фонд историко-культурного наследия, и на добровольные пожертвования прихожан, методом асара (казахский обычай взаимопомощи).
Открытие мечети состоялось 16 сентября 2015 года, совпавшего с празднованием 550—летия Казахского ханства.
Мечеть назвали в честь местного религиозного деятеля Науан-Хазрета (1843—1916), при этом старую мечеть, прежде носившую имя Науан-Хазрета, переименовали в честь Жакии Бейсенбаева.
С мая 2017 года главным имамом Акмолиинской области и областной центральной мечети «Науан Хазрет» назначен Сабит Куаныш Жумабайулы.

## Описание
Площадь территории сооружения составляет 15 279 квадратных метров. Общая площадь самого здания — 5137,57 квадратных метра. Внутреннее пространство мечети рассчитано на 1,200 — 1,400 человек. На первом этаже находится мужской молельный зал на 1000 мест. Второй этаж — балкон (женский молельный зал), а также 6 кабинетов священнослужителей (имамов), конференц-зал. В религиозном учреждении есть помещение для обряда бракосочетания, залы для чтения Корана, кабинеты для работников мечети, библиотека, столовая на 350 человек, комнаты для омовения.
Над зданием сверкает позолотой большой купол диаметром 12 метров и шпилем с полумесяцем, а также 6 малых куполов, возвышаются 4 минарета высотой 45,5 метра. При облицовке наружных стен и фасада мечети использовался природный строительный камень аглай (на закате отливающий розоватыми тонами).
Храм интересен своим внутренним оформлением и убранством. Внутри, под сводами купола установлена семиметровая люстра. Особую выразительность сооружению придают декоративные окна с витражами и мраморные колонны. При выполнении каллиграфической росписи стен использовано жидкое золото, а на «небеса» (внутренняя часть купола) мастера нанесли 99 имён Аллаха.
Стены оформлены в восточно-арабских традициях с применением элементов национального казахского колорита. На покрытие пола ковром ушло две тысячи квадратных метров материала. По всему зданию установлено 45 больших и малых люстр.